# Школа-студія МХАТ
Школа-студія МХАТ — один з найкращих театральних ВНЗ Росії. Заснований в 1943 році.

## Випускники

### Народні артисти СРСР
- Єфремов О. М. (1949)
- Баталов О. В. (1950)
- Коршунов В. І. (1951)
- Дуров Л. К. (1954)
- Бронєвой Л. С. (1955)
- Волчек Г. Б. (1955)
- Євстигнєєв Є. О. (1956)
- Басилашвілі О. В. (1956)

### Заслужені діячі мистецтв УРСР
- Френкель Михайло Адольфович